# Хейдари, Алиреза
Алиреза Хейдари (перс. علیرضا حیدری‎; род. 4 марта 1976, Тегеран, Иран) — иранский борец вольного стиля, бронзовый призёр летних Олимпийских игр 2004 года в Афинах, чемпион мира (1998), четырёхкратный чемпион Азии (1997, 1999, 2001, 2003) и трёхкратный победитель Азиатских игр (1998, 2002, 2006).